# Remona Fransen
Remona de Hond-Fransen (Dordrecht, 25 november 1985) is een Nederlandse oud-atlete, die zich toelegde op de meerkamp. Ze veroverde op dit onderdeel meerdere nationale titels, werd een keer Nederlands indoorkampioene hoogspringen en Nederlands kampioene verspringen. Haar beste prestatie zette ze neer tijdens de Europese indoorkampioenschappen in Parijs, waar ze de bronzen medaille won op de vijfkamp. Fransen beëindigde haar topsportcarrière op 24 juli 2014, op 28-jarige leeftijd.

## Biografie

### Begin
Fransen viel op de basisschool al op door haar aanleg voor de sprint. Ze was zelfs alle jongens te snel af en dus moest ze maar eens gaan kennismaken met atletiek, vond haar gymleraar. De Voorhoutse, die kon kiezen tussen Leiden en Lisse, kwam uiteindelijk bij De Spartaan uit Lisse terecht, waar ze onder de aandacht kwam van coach Gerard Lenting. Die wist wel raad met het jonge talent en al gauw kreeg Fransen uitnodigingen voor regiotrainingen en belandde zij als juniore al enkele malen op het podium bij de Nederlandse jeugdkampioenschappen, zowel op individuele nummers als op de meerkamp, indoor en outdoor. In 2003 werd ze zelfs kampioene hoogspringen bij de A-meisjes. Tussen 2003 en 2005 behoorde ze bovendien tot de vaste kern van het meerkampteam bij de Europa Cup. 'Ik heb me altijd als meerkampster gezien', zegt ze terugkijkend.

### Fysiotherapie
Na het vertrek van Lenting naar Qatar werd diens taak overgenomen door Anthony Ott, die onder andere meerkampster Yvonne Wisse coachte. Remona Fransen was inmiddels echter begonnen aan een studie fysiotherapie en gaf hieraan gedurende de tijd dat deze studie duurde, voorrang. Door haar drukke studieprogramma en enkele blessures kwam er in die periode van atletiekprestaties van niveau niet zo veel terecht.
In 2008 stortte de atlete van De Spartaan zich echter weer vol overgave op de atletiek, al vielen haar prestaties haar aanvankelijk niet mee. Ze kwam op de meerkamp nauwelijks voorbij het niveau dat ze al in 2005 had bereikt en baalde daar erg van, al veroverde zij dat jaar wel haar eerste seniorentitel op de meerkamp.
In 2009 maakte ze echter een grote sprong, toen zij haar meerkamptitel prolongeerde met 5798 punten, een verbetering ten opzichte van het jaar ervoor met bijna 550 punten.

### Beste jaar
Die opgaande ontwikkeling wist Fransen tot 2011 voort te zetten, waardoor dit jaar het beste werd uit haar atletiekloopbaan. Haar trainingsomstandigheden waren inmiddels aanzienlijk verbeterd. Ze trainde vier dagen in de week op het olympisch trainingscentrum Papendal onder bondscoach Ronald Vetter. Daarnaast begeleidde o.a. Peter van Wijk haar bij het verspringen.
De professionalisering wierp meteen zijn vruchten af tijdens de Europese indoorkampioenschappen in Parijs, waar zij op vrijdag 4 maart de bronzen medaille veroverde op de vijfkamp. Gedurende deze meerkamp verbeterde zij ook het 33-jaar oude Nederlandse record hoogspringen tot een hoogte van 1,92 m. Ook in de buitenlucht liet Fransen zien dat de geleverde trainingsarbeid niet voor niets was geweest. Bij de Hypo-Meeting in het Oostenrijkse Götzis doorbrak zij met een score van 6012 punten voor het eerst de barrière van 6000 p. In het Duitse Ratingen tijdens de Mehrkampf-Meeting Ratingen wist zij in juli 2011 haar beste zevenkamp tot nu toe neer te zetten. Met PR's op de horden, de 200 m en het verspringen kwam zij tot een score van 6198 punten. Dit resultaat was eveneens goed voor de A-limiet voor de wereldkampioenschappen in het Zuid-Koreaanse Daegu. Tijdens deze WK werd zij onder zware omstandigheden negentiende met een score van 6027, haar op een na beste meerkampresultaat ooit.

### Einde carrière
Na veel blessures kondigde Fransen op 24 juli 2014 aan haar topsportcarrière te beëindigen.

### Privé
Fransen was sinds 2019 getrouwd met Marc de Hond (1977-2020). Op 26 januari 2017 kregen de twee hun eerste kind, een dochter. Op 31 juli 2018 werd hun zoon geboren.

## Nederlandse kampioenschappen
Outdoor
| Onderdeel   | Jaar       |
| ----------- | ---------- |
| zevenkamp   | 2008, 2009 |
| verspringen | 2010       |

Indoor
| Onderdeel    | Jaar |
| ------------ | ---- |
| hoogspringen | 2010 |
| vijfkamp     | 2010 |

## Statistieken

### Persoonlijke records
Outdoor
| Onderdeel    | Prestatie | Wind (m/s) | Datum            | Plaats    |
| ------------ | --------- | ---------- | ---------------- | --------- |
| 200 m        | 24,55     | +1,3       | 28 mei 2011      | Götzis    |
| 400 m        | 57,08     |            | 7 juli 2013      | Hilversum |
| 800 m        | 2.11,16   |            | 3 juli 2011      | Toruń     |
| 100 m horden | 13,57     | +1,6       | 29 augustus 2011 | Daegu     |
| hoogspringen | 1,87      |            | 26 juni 2010     | Hengelo   |
| verspringen  | 6,28      | +1,0       | 17 juli 2011     | Ratingen  |
| kogelstoten  | 13,67     |            | 29 augustus 2011 | Daegu     |
| speerwerpen  | 38,67     |            | 3 juli 2011      | Toruń     |
| zevenkamp    | 6198      |            | 16/17 juli 2011  | Ratingen  |

Indoor
| Onderdeel    | Prestatie    | Datum           | Plaats   |
| ------------ | ------------ | --------------- | -------- |
| 800 m        | 2.15,63      | 27 januari 2013 | Valencia |
| 60 m horden  | 8,43         | 1 maart 2013    | Göteborg |
| hoogspringen | 1,92 (ex-NR) | 4 maart 2011    | Parijs   |
| verspringen  | 6,29         | 1 maart 2013    | Göteborg |
| kogelstoten  | 14,09        | 4 maart 2011    | Parijs   |
| vijfkamp     | 4665         | 4 maart 2011    | Parijs   |

### Opbouw PR meerkamp en potentieel record op basis van persoonlijk records
In de tabel staat de uitsplitsing van het persoonlijk record op de zevenkamp. In de kolommen ernaast staat ook het potentieel record, met alle persoonlijke records op de losse onderdelen en de bijbehorende punten.
|              | Uitsplitsing PR | Uitsplitsing PR | Uitsplitsing PR |              | Potentieel record | Potentieel record |
| Onderdeel    | Prestatie       | Wind (m/s)      | Punten          | Pers. record | Punten            |                   |
| ------------ | --------------- | --------------- | --------------- | ------------ | ----------------- | ----------------- |
| 100 m horden | 13,84           | +1,6            | 1001            | 13,57        | 1040              |                   |
| hoogspringen | 1,86            |                 | 1054            | 1,92         | 1132              |                   |
| kogelstoten  | 13,06           |                 | 731             | 14,09        | 800               |                   |
| 200 m        | 24,49           | +2,9            | 934             | 24,55        | 929               |                   |
| verspringen  | 6,28            | +1,0            | 937             | 6,29         | 940               |                   |
| speerwerpen  | 36,83           |                 | 607             | 38,67        | 642               |                   |
| 800 m        | 2.12,09         |                 | 934             | 2.11,16      | 948               |                   |
| Puntentotaal |                 |                 | 6198            |              | 6431              |                   |

## Palmares

### 400 m
- 2013: DNS NK (in serie 57,08 s)

### 60 m horden
- 2006: 5e NK indoor – 8,95 s
- 2008: 7e NK indoor – 9,20 s
- 2010: 6e NK indoor – 8,80 s
- 2013: 8e NK indoor – 8,74 s

### verspringen
- 2004: 7e NK – 5,64 m
- 2009:  NK – 6,05 m
- 2010:  NK - 6,26 m
- 2013: 4e NK indoor - 5,99 m

### hoogspringen
- 2004: 5e NK indoor – 1,66 m
- 2004: 7e NK – 1,63 m
- 2005:  NK indoor – 1,75 m
- 2005:  NK – 1,76 m
- 2006:  NK indoor – 1,71 m
- 2008:  NK indoor – 1,73 m
- 2008:  NK – 1,73 m
- 2009:  NK indoor – 1,79 m
- 2009:  NK – 1,76 m
- 2010:  NK indoor – 1,83 m
- 2010:  NK - 1,78 m
- 2011:  NK indoor – 1,78 m

### kogelstoten
- 2012: 6e NK indoor - 13,70 m

### vijfkamp
- 2005: 19e Interl. in Aubiere – 3519 p
- 2006:  NK meerkamp indoor – 3843 p
- 2006: 15e Interl. in Praag – 3893 p
- 2009: 8e Interl. in Zaragossa – 4025 p
- 2009:  NK meerkamp indoor – 4276 p
- 2010: 5e meerkampinterl. in Apeldoorn - 4188 p
- 2010:  NK meerkamp indoor – 4172 p
- 2011:  EK indoor - 4665 p

### zevenkamp
- 2003: 25e Europa Cup meerkamp – 4929 p
- 2004: 26e Europa Cup meerkamp – 4983 p
- 2005:  NK meerkamp – 5094 p
- 2005: 26e Europa Cup meerkamp – 5238 p
- 2006: 4e NK meerkamp – 5056 p
- 2008: 21e Europa Cup meerkamp – 5249 p
- 2008:  NK meerkamp – 5138 p
- 2009: 15e Europa Cup meerkamp – 5665 p
- 2009:  NK meerkamp – 5798 p
- 2010: 16e Hypo Meeting in Götzis – 5831 p
- 2010:  Europa Cup meerkamp – 5993 p
- 2011: 12e Hypo Meeting in Götzis – 6012 p
- 2011:  Europa Cup Meerkamp in Torun - 5965 p
- 2011: 4e Erdgas Mehrkamp-Meeting in Ratingen - 6198 p
- 2011: 19e WK - 6027 p
- 2012: 12e EK - 5964 p